# Simon van der Meer
Simon van der Meer (24. november 1925 i Haag – 4. marts 2011) var en nederlandsk fysiker. Han fik Nobelprisen i fysik i 1984 sammen med Carlo Rubbia.